# 월스트리트 폭탄 테러
월스트리트 폭탄 테러(Wall Street bombing)는 1920년 9월 16일 목요일 현지시각 기준 오후 12시 1분에 미국 뉴욕 월스트리트에서 일어난 테러이다. 폭탄이 폭발해 30명이 즉사했고, 폭발로 인한 부상으로 10명이 나중에 병원에서 사망해 총 40명이 사망했다. 중상자는 143명이었고 총 부상자수는 수백 명에 달했다.:160–61
당시 수사관들과 역사학자들은 폭탄 테러의 범인이 전년도에 일련의 폭탄 테러를 일으킨 갈레아니주의자이라 추정했지만 정확한 범인은 잡히지 않았으며 미해결 사건으로 남아 있다.

## 테러

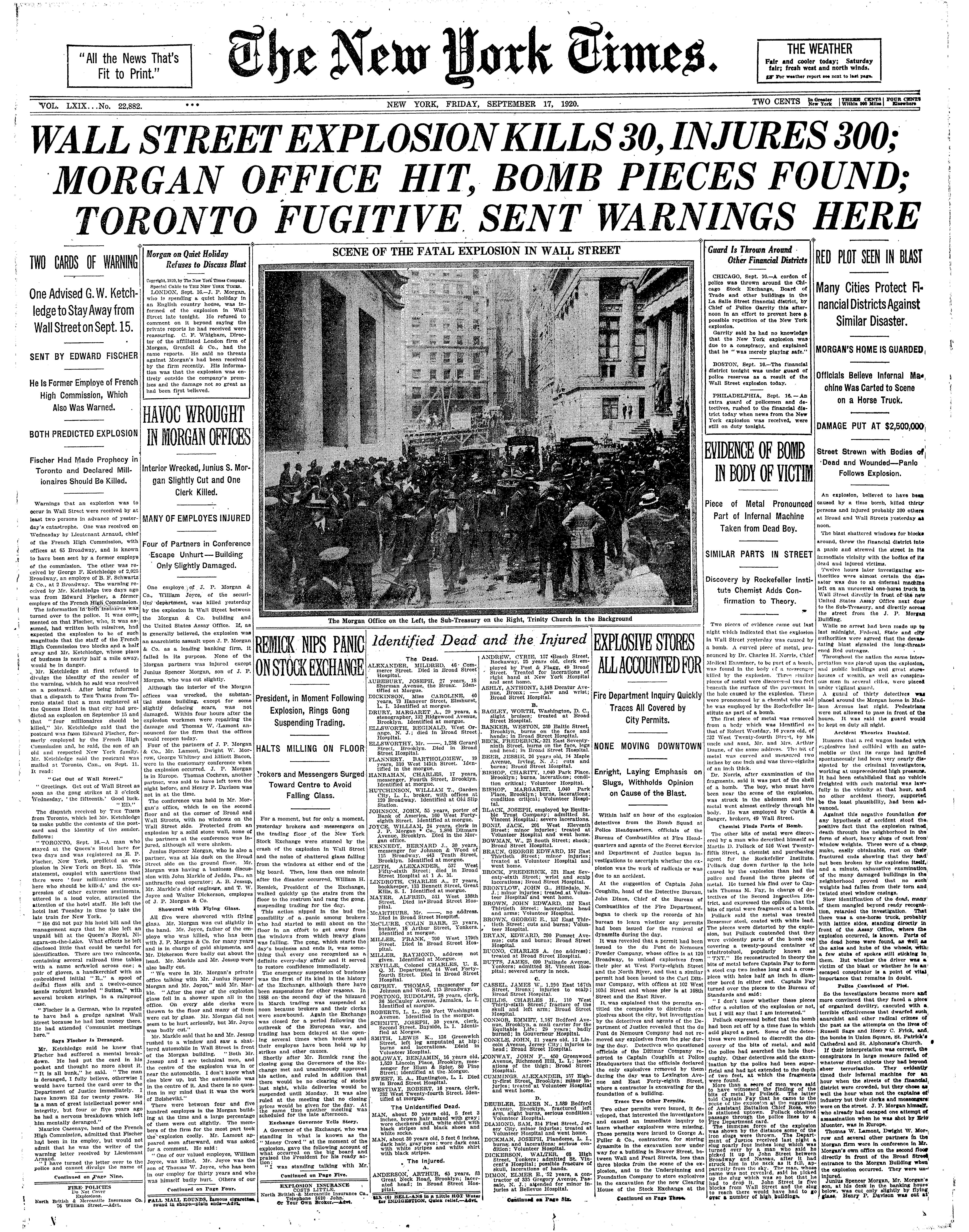
1920년 9월 17일 《뉴욕 타임스》 1면을 장식한 월스트리트 폭탄 테러의 사건 보도

정오 경 월스트리트의 점심시간 인파를 지나던 마차 한 대가 파이낸셜 디스트릭트에서 가장 번화한 23 월스트리트의 J.P. 모건 & Co. 은행 본사 맞은 편에 멈춰섰다. 마차 왜건 안에는 다이너마이트 45 kg과 230 kg 무게의 주철추가 있었으며 타이머에 맞춰 폭발해:77 추가 공중으로 날아갔다. 말과 마차는 폭발에 휩쓸려 작은 파편으로 분쇄되었으나, 목격자들의 증언에 따르면 마차 운전수는 폭발 직전 차에서 내려 옆길로 도망쳤다.
사망자 40명 중 대다수는 전신부, 속기사, 점원, 주식 중개인으로 일하던 젊은이들이었다. 부상자 중 대다수가 중상을 입었다.:329–30 폭탄 폭발로 당시 기준 미화 2백만 달러(현재 기준 $25.8백만 달러) 이상의 재산 피해가 발생했으며 모건 빌딩의 건물 내부 공간 대부분이 파괴되었다.
폭발 1분만에 뉴욕 증권거래소 회장 윌리엄 H. 레믹은 주식 공황 사태를 막기 위해 거래를 중단했다. 밖에서는 구급대원들이 부상자들을 병원으로 실어나르며 분주하게 움직였다. 당시 17세에 전신부로 일했던 제임스 사울은 주차된 차량을 탈취해 부상자 30명 가량을 인근 병원으로 이송했다. 경찰관들이 테러 현장으로 달려가 응급처치를 하고 주변의 모든 차량을 긴급 후송 차량으로 활용했다.

## 반응
미국 법무부 수사국(BOI, 현 연방수사국(FBI)의 전신)은 월스트리트의 폭탄 폭발이 테러라고 바로 결론내리지 않았다. 수사관들은 폭발로 무고한 사람들이 많이 희생된 점과 명확한 목적 없이 피상적이고 가벼운 피해를 입은 건물 외에는 구체적인 목표물도 없었다는 점에 의문을 가졌다. 사고일 가능성도 염두에 두었던 경찰은 폭발물을 판매하고 운반하는 업체들에게 연락했다. 오후 3시 30분경 뉴욕증권거래소 이사회는 회의를 열고 다음 날 증권 시장을 정상적으로 개장하기로 결정했다. 직원들은 정상 업무 운영을 위해 밤새 테러 지역을 청소했지만 이 과정에서 경찰이 범죄를 해결하는 데 도움이 될 수 있는 물리적 증거들도 같이 사라졌다.:160–61 미국 혁명의 아들들은 다음 날인 9월 17일 정확히 테러가 일어났던 교차로와 같은 곳에서 미국 제헌절 기념 애국집회를 열기로 예정되어 있었다. 9월 17일에는 수천명이 전날의 테러에 맞서 집회에 참여했다.:166–68

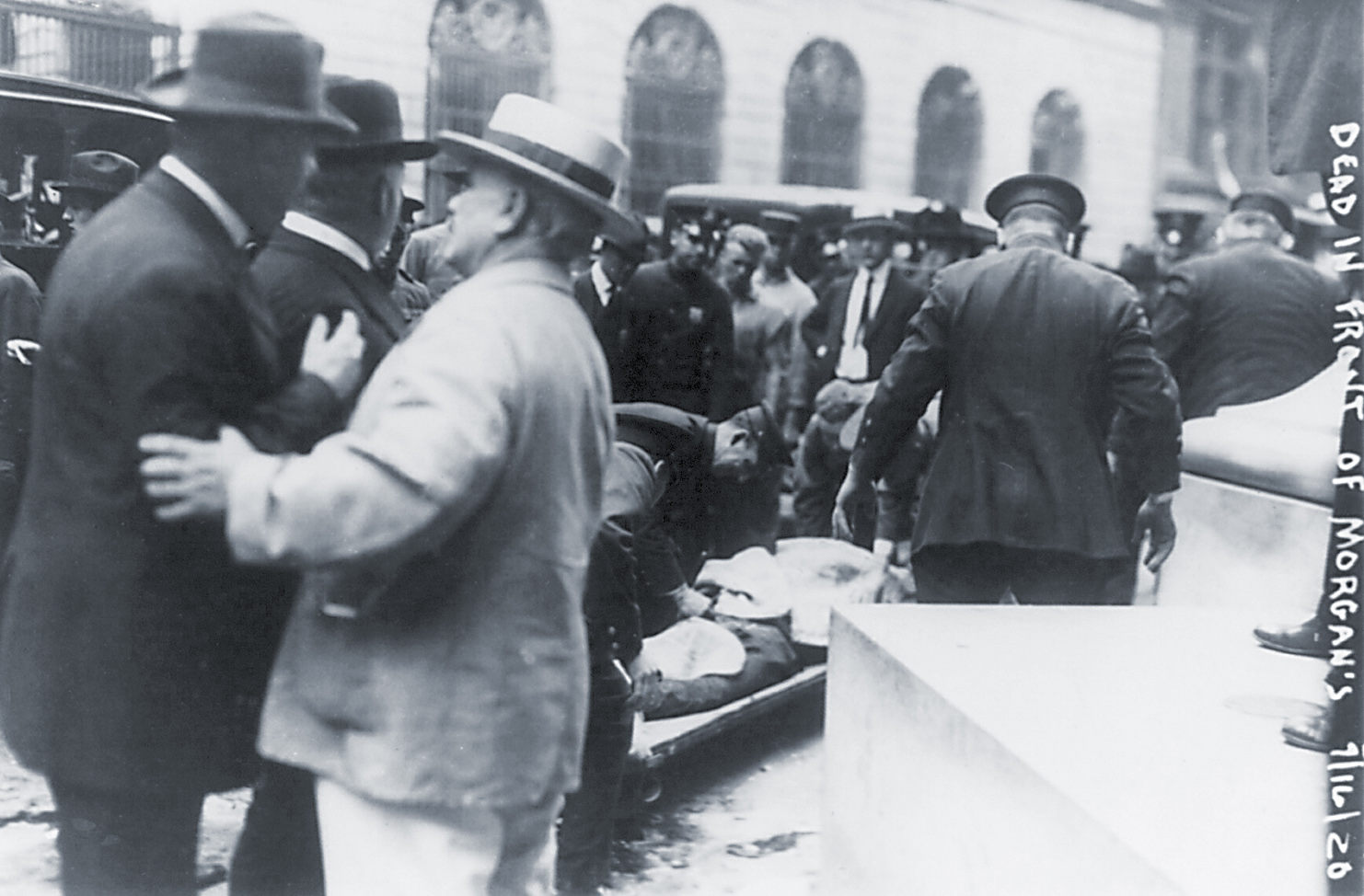
폭탄 테러 당일 촬영된 "J.P. 모건 은행 앞에서의 사망자" 보도 사진 모습

뉴욕 지방검사는 폭탄이 배송된 시기, 장소, 방법 등이 모두 월스트리트와 J. P. 모건 은행을 폭탄 테러 목표로 향하고 있으며 이는 볼셰비키, 아나키스트, 공산주의자, 군사적인 사회주의자 등 급진적인 자본주의 반대자가 행한 테러라고 주장했다.:150–51 수사관들은 뒤이어 미국의 금융 및 정부기관에 반대하고 폭력적인 보복수단으로 폭탄을 사용하는 것으로 알려진 급진적 단체를 지목해 수사했다. 도금 시대에는 종종 급진적인 신념과 폭력을 단체들이 변화를 이끌어내기 위한 항의 수단으로 사용했다. 단순한 항의로 충분하지 않은 경우 극단주의자들은 무자비한 방법을 동원해 자신의 목소리를 내곤 했다. 폭력 자체는 이들의 전체 대의에 해로웠지만, 많은 역사학자들은 폭력이 계층 전체의 변화를 촉진하기 위한 급진적인 행동을 분명히 보여주는 지점이라고 말했다. 이들은 월스트리트 폭탄 테러 당시 무게추를 일종의 유산탄처럼 파편을 만들어 내는 목적으로 사용했고, 바쁜 점심 시간 금융과 기관 종사자의 사상자를 늘리기 위해 길거리에 폭발시켰다고 분석했다.
미 관료들은 월스트리트 폭탄 테러를 아나키스트와 공산주의자가 일으켰다고 비난했다. 《워싱턴 포스트》 지는 이 테러 공격을 "전쟁 행위"라고 표현했다. 이 폭탄 테러로 미국 경찰과 연방수사관은 해외 급진주의자의 활동과 움직임을 대대적으로 추적하기 시작했다. 범인을 찾아내라는 대중의 요구로 J. 에드거 후버가 이끄는 일반정보부서를 포함한 수사국의 권한이 대대적으로 확대되었다.:272–82 뉴욕 경찰국(NYPD)도 뉴욕시 내 "급진적 요소"를 감시하기 위해 "특수 혹은 비밀경찰"을 구성하는 방안을 밀어붙었다.
9월 17일, 수사국은 폭발 직전 월스트리트 지역의 우체통에서 발견된 전단지의 내용을 공개했다. 이 전단지에는 흰 종이에 붉은 잉크로 "기억하라, 우리는 더 이상 용납하지 않을 것이다. 모든 정치범을 석방하지 않으면 당신들 모두가 죽을 것이다"라고 적혀 있었으며 맨 아래에는 "미국 아나키스트 전사들"이라고 적혀 있었다.:171–75 수사국은 이 전단지의 내용을 토대로 폭발이 우발적인 사고였을 가능성은 없어졌다고 발표했다. 당시 수사국장이었던 윌리엄 J. 플린은 이 전단지가 1919년 6월 아나키스트 폭탄 테러 당시 나온 전단지와 매우 흡사하다고 말했다.:171–75

## 조사

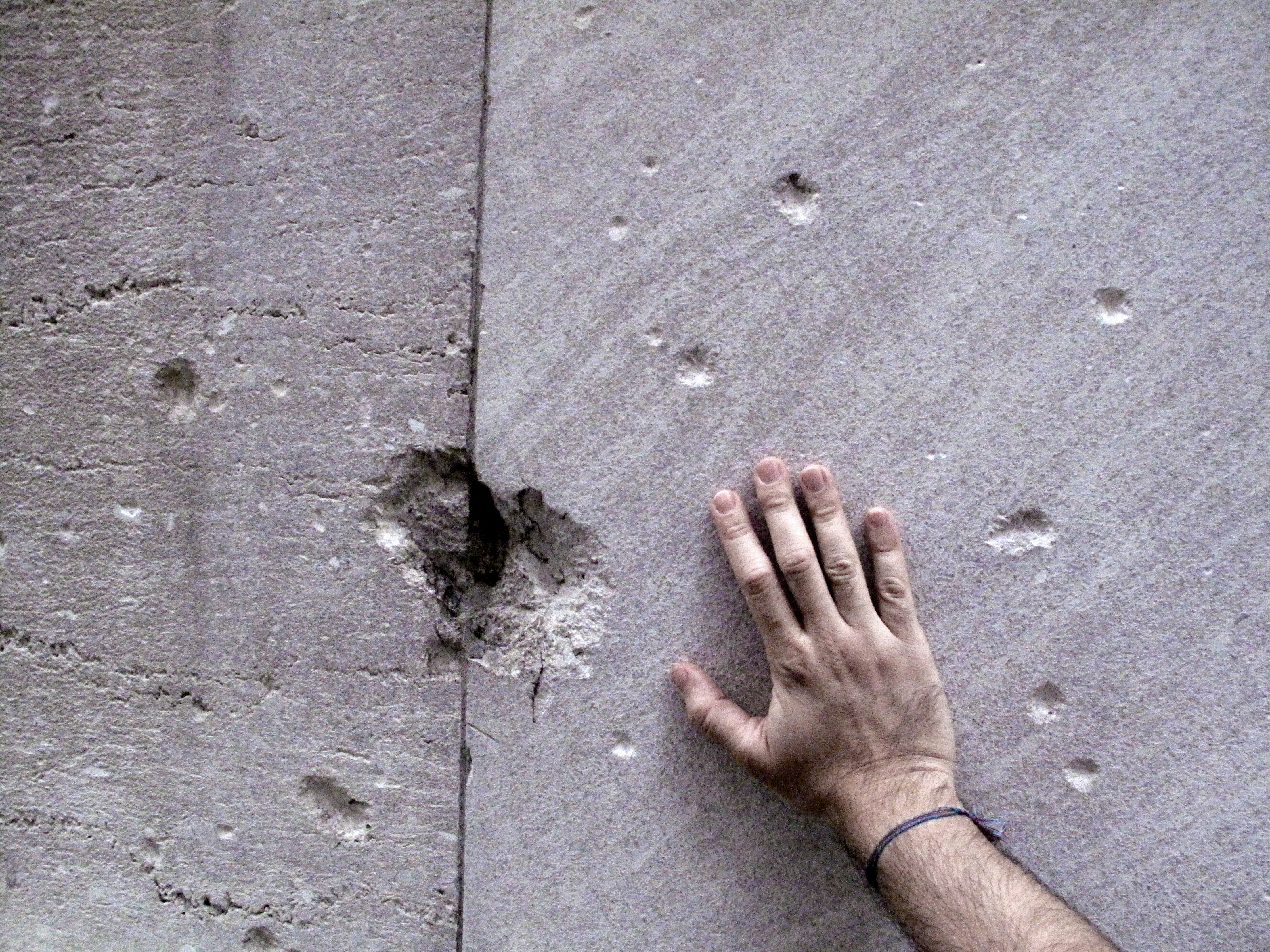
23 월스트리트 건물에 남아 있는 1920년 월스트리트 폭탄 테러의 흔적

희생자 중 마차 운전수로 밝혀진 사람이 나오지 않자 수사국의 조사가 중단되었다. 마차의 말은 새 편자가 신겨진 상태였지만 수사관들은 편자를 끼워 준 마굿간을 찾을 수 없었다.:171–75 10월에는 대장장이를 찾았으나 경찰은 그로부터 별다른 정보를 얻지 못했다.:225–26 수사관들은 당시 친구들에게 9월 16일 전에 월스트리트 지역을 떠나라는 경고 엽서를 보냈던 테니스 챔피언이었던 에드윈 P. 피셔도 심문했다. 피셔는 경찰에게 "방송을 통해" 정보를 받았다고 말했다. 경찰은 피셔가 이런 경고엽서를 보내는 습관이 있단 걸 발견하고 애미티빌 정신병원에 입원시켰으나 그곳에서는 약간의 정신 질환이 있으나 무해한 수준이라 진단받았다. 한편 로버트 W. 우드가 폭탄의 폭발 방식을 재구성하는데 도움을 주었단 사실이 밝혀졌다.
수사국과 지역 경찰은 별다른 단서를 찾지 못한 채 3년간 조사했다. 간혹 관련 의심자 체포 소식이 올라왔으나 매번 기소까지 올라가진 못했다.:217–19, 249–53 초기에는 수사 대부분을 수사국이 1919년 폭탄 테러에 연루되었다고 믿었던 갈리아니주의자와 같은 무정부주의 및 공산주의자에 집중했다.:207–08 워런 G. 하딩 행정부 시절에는 월스트리트 폭탄 테러의 범인으로 소련과 미국 공산당일 가능성이 높다고 말하기도 했다.:261–90, 295–308 1944년에는 수사국의 후신인 연방수사국(FBI)가 테러 사건을 재조사했다. 연방수사국 요원은 "러시아 노동자 연합, 세계산업노동자연맹, 공산주의자 등등의" 수많은 급진주의적 단체를 조사했으나 그 결과 "현재까지의 조사로는 앞서 언급한 조직들은 테러에 가담하지 않았으며, 폭발은 이탈리아 무정부주의자나 테러리스트의 소행으로 추정"된다고 결론내렸다.:325
특히 폴 애비리치 등 일부 역사학자들은 사코와 반제티의 동료이자 별도의 강도 및 살인 혐의로 반제티를 체포되게 만들었던 차량 소유주였던 이탈리아인 무정부주의자 마리오 부다(1884-1963)가 폭탄을 설치했을 가능성이 가장 높은 사람이라고 주장한다. 애비리치 등의 역사학자들은 부다가 반제티가 체포되고 기소된 데에 복수로 폭탄을 설치했다고 접근한다. 부다가 월스트리트의 폭탄 제조자와 만난 일은 1955년 이탈리아 사비냐노술루비코네에서 부다를 인터뷰했던 조카 프랭크 매피와 동료 아나키스트 찰스 포기의 진술로 확인되었다. (당시 마이클 보다라는 가칭으로 알려져 있던) 부다는 사코와 반제티 체포 당시 경찰의 수사망을 피했고, 다이너마이트 및 기타 폭발물을 다룬 경험이 있으며 시한폭탄의 파편으로 주로 무게추를 사용했으며 갈리아니주의자를 위한 대형 폭탄 여러 개를 만들었던 정황 등이 있다.:15 당시 만들었던 폭탄에는 위스콘신주 밀워키에서 9명의 경찰관을 살해한 대형 흑색화약 폭탄 테러 사건인 밀워키 경찰국 폭탄 테러가 포함되었으나 이 테러 당시에는 부다가 경찰에 체포되거나 조사를 받지 않았다.
뉴욕을 떠난 직후 부다는 이탈리아 부영사에게 여권을 받기 위해 본명을 다시 사용하기 시작한 후 곧바로 나폴리로 향했다. 11월까지 본국인 이탈리아 왕국으로 되돌아가 다시는 미국으로 넘어가지 않았다. 이후에도 갈리아니주의자들은 12년간 폭탄 테러와 암살 작전을 계속했으며 1932년 사코와 반제티 재판의 주심판사였던 웹스터 테일러를 겨냥해 폭탄 테러를 하며 정점을 찍었다. 테러에서 테일러는 살아남았으나 집이 파괴되었고 아내와 가정부가 부상을 입었으며, 이후 1년간 거주지를 클럽으로 옮겨 24시간 경비를 받으며 지냈다.

## 문학에서의 소재
베럴리 게이지의 소설 《The Day Wall Street Exploded》, 제드 루벤펠트의 소설 《The Death Instinct》 등 여러 미국 소설에서 월스트리트 폭탄 테러를 주제로 다뤘다.
2018년 2월 미국 PBS에서 방영된 《아메리칸 익스피리언스》의 에피소드 〈월스트리트 폭발〉의 주요 주제이다.

## 같이 보기
- 동물 사용 폭탄 테러
- 미국의 국내 테러리즘